# Svante Thuresson
Svante Thuresson (Estocolmo, 7 de febrero de 1937-10 de mayo de 2021) fue un cantante, músico de jazz y actor sueco. 

## Carrera artística
Comenzó su carrera como batería, antes de unirse a la banda Gals and Pals en 1963. Svante representó a Suecia en el Festival de la Canción de Eurovisión 1966 junto a Lill Lindfors, con la canción "Nygammal vals", consiguiendo la segunda posición. 
En 2002, lanzó el disco Nya kickar. En 2007, Thuresson y Anne-Lie Rydé participaron en el Melodifestivalen de 2007 formando un dúo con intención de participar en el Festival de la Canción de Eurovisión 2007 en Helsinki, Finlandia. El 10 de febrero fueron eleminados al no poder clasificarse entre los cinco primeros finalistas.

## Discografía
- 1967 - Doktor Dolittle (musical con Siw Malmkvist, Per Myrberg y Fred Åkerström)
- 1968 - Du ser en man
- 1969 - Nyanser
- 1970 - Noaks ark (Recopilatorio)
- 1970 - Albin och Greta (espectáculo con Lill Lindfors)
- 1972 - Danspartaj 1 (Svante Thuressons orkester)
- 1975 - Den första valsen
- 1978 - Discohits
- 1979 - Den är till dej
- 1982 - Just in time (con Hector Bingert)
- 1986 - Pelle Svanslös (del musical del mismo nombre)
- 1993 - Live
- 1993 - En salig man
- 1995 - Jag är hip, baby. Svante Thuresson canta a Beppe Wolgers
- 1998 - Vi som älskar och slåss
- 2000 - Guldkorn (Samling)
- 2002 - Nya kickar
- 2004 - Svante Thuressons bästa
- 2005 - Box of pearls (con Katrine Madsen)
- 2011 - Regionala Nyheter: Stockholmsdelen

## Filmografía
- 1966 - Gula hund
- 1982 - Klippet

Svante Thuresson ha participado en los doblajes de diferentes películas de animación al sueco:
- 1986 - Bambi
- 1993-1995 - De vilda djurens flykt, (serie de dibujos)
- 1994 - El rey león
- 2005 - Robots